# Hemixesma illepidata
Hemixesma illepidata là một loài bướm đêm trong họ Geometridae.